# Oligactis
Oligactis Cass., 1825 è un genere di piante angiosperme dicotiledoni della famiglia delle Asteraceae.

## Descrizione
L'habitus delle piante di questo genere è arbustivo, in alcuni casi simile alla vite. Queste specie sono prive di latice.
Le foglie in genere sono disposte lungo il fusto in modo opposto; sono picciolate o raramente sono sessili. Alla base delle foglie possono essere presenti delle pseudostipole o dei dischi nodali. Il contorno della lamina può essere intero con forme da lineare ad ampiamente ovali. Le venature sono pennate. I bordi, se con sono continui, possono essere dentati in modo più o meno acuto. La consistenza in genere è fogliacea.
L'infiorescenza è formata da capolini di tipo radiato eterogamo. I capolini sono raccolti in formazioni ascellari o terminali di tipo spiciforme o racemoso. La struttura dei capolini è quella tipica delle Asteraceae: un peduncolo (corto o lungo) sorregge un involucro a forma da strettamente ad ampiamente campanulata composto da diverse squame (o brattee) disposte in 4 - 5 serie in modo embricato e scalato che fanno da protezione al ricettacolo  sul quale s'inseriscono due tipi di fiori: quelli esterni ligulati, disposti a raggiera e quelli interni tubulosi molto più numerosi. Il ricettacolo, alveolato, spesso con creste o punte sporgenti, è nudo (senza pagliette).
I fiori sono tetra-ciclici (ossia sono presenti 4 verticilli: calice – corolla – androceo – gineceo) e pentameri (ogni verticillo ha in genere 5 elementi). I fiori si dividono in due tipi: del raggio e del disco. I fiori del raggio (ligulati e zigomorfi), sono femminili e fertili. I fiori del disco (tubulosi e actinomorfi) sono in genere ermafroditi. Normalmente sono presenti 6 - 10 fiori per capolino.
- Formula fiorale:

*/x K {\displaystyle \infty }, [C (5), A (5)], G 2 (infero), achenio
- Calice: i sepali del calice sono ridotti ad una coroncina di squame.

- Corolla: le ligule delle corolle dei fiori del raggio hanno delle forme da lineari e terminano con tre corti denti, sono colorate di giallo (raramente rosso o porpora); le gole dei fiori del disco sono ampie fin dalla base, mentre i lobi sono allungati e lineari, il colore è giallo.

- Androceo: gli stami sono 5 con filamenti liberi e distinti, mentre le antere sono saldate in un manicotto (o tubo) circondante lo stilo. La base delle teche delle antere è digitata, mentre la superficie delle appendici delle antere è papillosa. Il polline è ricoperto da spine in modo uniforme. Il polline è sferico (diametro: 25 - 50 micron), e tricolporato, echinato (non è mai costato).

- Gineceo: lo stilo è filiforme, mentre gli stigmi dello stilo sono due, lunghi e divergenti. L'ovario è infero uniloculare formato da 2 carpelli. Gli stigmi in genere sono corti e filiformi ed hanno la superficie stigmatica (papille) interna. La parte superiore dello stilo può essere pelosa (quella basale è glabra).

I frutti sono degli acheni con pappo. La forma dell'achenio è prismatica con 5 - 8 coste; la superficie è ghiandolosa per setole contorte; le pareti dell'achenio contengono rafidi a sezione subquadrata. Il pappo, più o meno a due serie, è formato da 20 – 35 setole e 7 - 10 squamelle.

## Biologia
- Impollinazione: l'impollinazione avviene tramite insetti (impollinazione entomogama tramite farfalle diurne e notturne).
- Riproduzione: la fecondazione avviene fondamentalmente tramite l'impollinazione dei fiori (vedi sopra).
- Dispersione: i semi (gli acheni) cadendo a terra sono successivamente dispersi soprattutto da insetti tipo formiche (disseminazione mirmecoria). In questo tipo di piante avviene anche un altro tipo di dispersione: zoocoria. Infatti le brattee dell'involucro possono agganciarsi ai peli degli animali di passaggio disperdendo così anche su lunghe distanze i semi della pianta.

## Distribuzione e habitat
La distribuzione delle piante di questo genere è relativa alle Ande settentrionali (Colombia, Costa Rica, Ecuador, Panamá, Venezuela).

## Tassonomia
La famiglia di appartenenza di questa voce (Asteraceae o Compositae, nomen conservandum) probabilmente originaria del Sud America, è la più numerosa del mondo vegetale, comprende oltre 23.000 specie distribuite su 1.535 generi, oppure 22.750 specie e 1.530 generi secondo altre fonti (una delle checklist più aggiornata elenca fino a 1.679 generi). La famiglia attualmente (2021) è divisa in 16 sottofamiglie.

### Filogenesi
Le piante di questa voce appartengono alla tribù Liabeae della sottofamiglia Vernonioideae. Questa assegnazione è stata fatta solo ultimamente in base ad analisi di tipo filogenetico sul DNA delle piante. Precedenti classificazioni descrivono queste piante nella sottofamiglia Cichorioideae oppure (ancora prima) i vari membri di questo gruppo, a dimostrazione della difficoltà di classificazione delle Liabeae, erano distribuiti in diverse tribù: Vernonieae, Heliantheae, Helenieae, Senecioneae e Mutisieae.
Le seguenti caratteristiche sono condivise dalla maggior parte delle specie della tribù:
- nei fusti è frequente la presenza di lattice;
- le foglie hanno una disposizione opposta e spesso sono fortemente trinervate con superfici inferiori tomentose;
- il colore dei fiori del raggio e del disco sono in prevalenza gialli o tonalità vicine;
- le corolle del disco sono profondamente lobate;
- le basi delle antere sono calcarate;
- le superfici stigmatiche sono continue all'interno dei rami dello stilo;
- il polline è spinoso e sferico.

Il genere di questa voce è descritto nella sottotribù Liabinae Cass. ex Dumort., una delle quattro sottotribù di Labieae. La sottotribù, nell'ambito della tribù, si trova in posizione "basale" e si è separata dal resto delle altre sottotribù subito dopo il genere Cacosmia. Il genere Oligactis all'interno della sottotribù si trova, da un punto di vista filogenetico-evolutivo, in una posizione intermedia.
Le specie di questo genere sono individuate dai seguenti caratteri:
- l'habitus è arbustivo o simile alla vite;
- i piccioli delle foglie sono (oppure no) alati, talvolta sono inclusi in foglie perfogliate (ma non sono fusi nelle guaine);
- gli acheni hanno dei rafidi a sezione subquadrata.

Il numero cromosomico delle specie di questo gruppo è: 2n = 18 e 39.

### Elenco delle specie
Per questo genere sono assegnate le seguenti 6 specie:
- Oligactis garcia-barrigae H.Rob.
- Oligactis latifolia  (Hieron.) H.Rob. & Brettell
- Oligactis mikanioides  (S.F.Blake) H.Rob. & Brettell
- Oligactis nubigena  Cass.
- Oligactis sessiliflora  (Kunth) H.Rob. & Brettell
- Oligactis volubilis  (Kunth) Cass.